# Konrad Erwin Pakendorf
Konrad Erwin Pakendorf (* 17. Mai 1910 in King William’s Town; † Dezember 1980 in Slough, ehemals Buckinghamshire (England)) war ein südafrikanischer Diplomat.

## Leben
Konrad Erwin Pakendorf war der Sohn von Gustav Pakendorf (* 29. August 1869 in Zerbst/Anhalt; † 30. September 1944 Pinetown), der im Auftrag der Berlin Missionary Society ab 1910 Superintendent in Pietermaritzburg war.
Konrad Erwin heiratete am 15. Oktober 1938 Christa Schütte. Er besuchte die Merchiston Preparatory School in Pietermaritzburg und erwarb einen Bachelor-Titel an der Universität von Südafrika. 1929 trat er in den Dienst des Department of Native Affairs South Africa. 1937 ging er in den auswärtigen Dienst der Südafrikanischen Union und wurde bis 1939 in Berlin beschäftigt. Von 1946 bis 1956 war er auf Posten in London. 1962 war Pakendorf Vertreter des Ständigen Vertreters der südafrikanischen Regierung beim UN-Hauptquartier. Von 24. August 1966 bis 17. November 1967 hatte er Exequatur als Generalkonsul für Tokio und Taipeh.
Von 11. Dezember 1967 bis 1973 diente er als Botschafter in Bern. In dieser Funktion intervenierte er beim Eidgenössischen Politischen Departement gegen eine Note des Schweizerischen Vertreters bei der 1968 abgehaltenen Internationalen Konferenz über Menschenrechte in Teheran, die als erste öffentliche, kritische Stellungnahme der Schweiz zur Apartheidspolitik gilt.
| Vorgänger             | Amt                                                                            | Nachfolger                         |
| --------------------- | ------------------------------------------------------------------------------ | ---------------------------------- |
| —                     | Südafrikanischer Generalkonsul in Taipeh 24. August 1966 bis 17. November 1967 | Rudolph Johannes Francois Campbell |
| Herbert Hans Woodward | Südafrikanischer Botschafter in Bern 11. Dezember 1967 bis 1973                | Oscar van Oordt                    |